# فریدون ممبینی
فریدون ممبینی (زاده ۲۵ فروردین ۱۳۲۵ اهواز) بازیکن بازنشسته و مدیر ارشد اجرایی اهل ایران است. وی فوتبال حرفه‌ای را در سال ۱۳۴۱ از باشگاه فوتبال شاهین اهواز و در کنار بازیکنانی چون صفر ایرانپاک و ایرج سلیمانی آغاز کرد و در سال ۱۳۴۴ به باشگاه فوتبال شاهین تهران پیوست که مربی آن پرویز دهداری بود. در همین سال نیز به تیم ملی فوتبال جوانان ایران دعوت شد. در سال ۱۳۴۷ در پی انحلال باشگاه شاهین به همراه گروهی از بازیکنان شاهین، به باشگاه تازه تأسیس پرسپولیس پیوست و در اولین دربی که در فروردین۱۳۴۷ انجام شد، ممبینی نیز در ترکیب ثابت پرسپولیس حضور داشت. فریدون ممبینی اولین شماره ۷ پرسپولیس بوده و این شماره تاریخی باشگاه از وی شروع شده و بعد به علی پروین رسید.
در سال ۱۳۶۵ در نخستین سال فعالیت باشگاه فوتبال کشاورز تهران، فریدون ممبینی به سمت مدیرعامل کشاورز منصوب شد و تا زمان انحلال این باشگاه، ریاست آن را برعهده داشت.
بعد از تیم کشاورز به مدیر عامل آب و خاک جنوب (فولاد خوزستان فعلی) منصوب شد. او به شدت با مافیای فوتبال ایران در جنگ بود و به همین علت از فوتبال کناره‌گیری کرد.